# Morreira
Morreira ist ein Ort und eine ehemalige Gemeinde (Freguesia) im Norden Portugals.

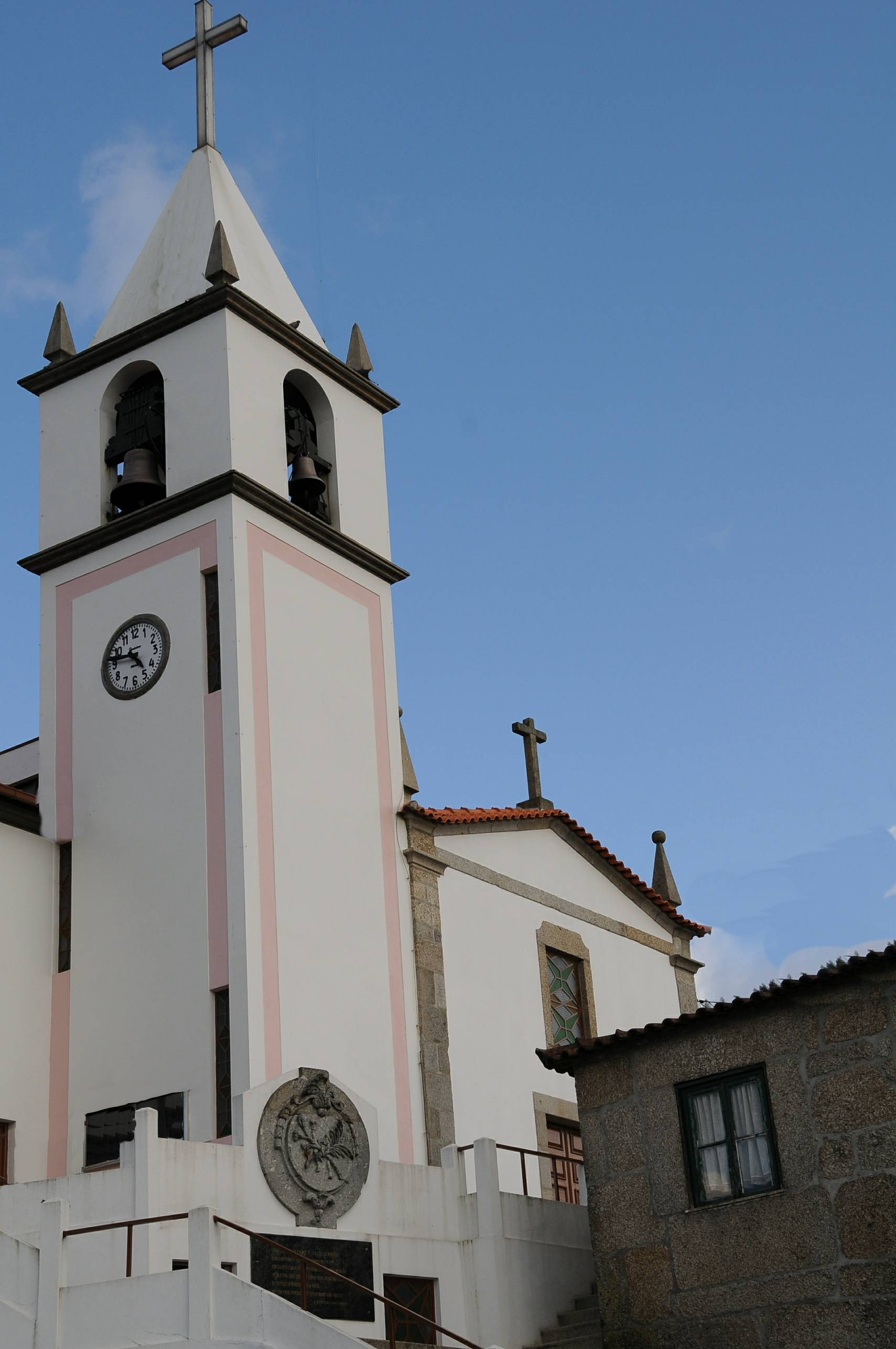
Kirche von Morreira

Morreira gehört zum Kreis Braga im gleichnamigen Distrikt Braga. Die Gemeinde hatte eine Fläche von 3,6 km² und 747 Einwohner (Stand 30. Juni 2011). Der Ort ist nur gering urbanisiert.
Am 29. September 2013 wurden die Gemeinden Morreira und Trandeiras zur neuen Gemeinde União das Freguesias de Morreira e Trandeiras zusammengeschlossen. Morreira ist Sitz dieser neu gebildeten Gemeinde.